# Olga Svendsen
Olga Emilie Svendsen, coneguda com a Olga Svendsen (Copenhaguen, 22 de febrer de 1883 - ib., 22 d'octubre de 1942), va ser una cantant i actriu de nacionalitat danesa.

## Biografia
Criada al Kastellet de la seva ciutat natal, el seu pare era un sergent. Va debutar l'any 1903 en el Dagmarteatret, actuant en els següents anys en diferents teatres provincials. El 1907 va arribar a l'Sønderbros Teater, on va obtenir la seva gran oportunitat com a actriu de revista.
Va ser protagonista de diverses pel·lícules, tant mudes com sonores, aconseguint èxit pel seu treball en comèdies, al Scala-revyerne, i en el Cirkusrevyen, on va actuar fins poc abans de morir. Va tenir una filla actriu, Elga Olga Svendsen.

## Filmografia (selecció)
- Han, hun og Hamlet (1932)
- Vask, videnskab og velvære (1933)
- Med fuld musik (1933)
- Københavnere (1933)
- Den ny husassistent (1933)
- Kidnapped (1935)
- Provinsen kalder (1935)
- Bag Københavns kulisser (1935)
- Sjette trækning (1936)
- Snushanerne (1936)